# Ergonomiepakket
Een ergonomiepakket is een pakket dat soms als optie leverbaar is en waarmee een motorfiets qua zithouding en windbescherming aangepast kan worden aan de lichaamseigenschappen van rijder en passagier. 
BMW introduceerde als eerste een elektrisch verstelbare ruit en kwam ook als eerste met in hoogte verstelbare zadels, sturen, rem- en schakelpedalen.

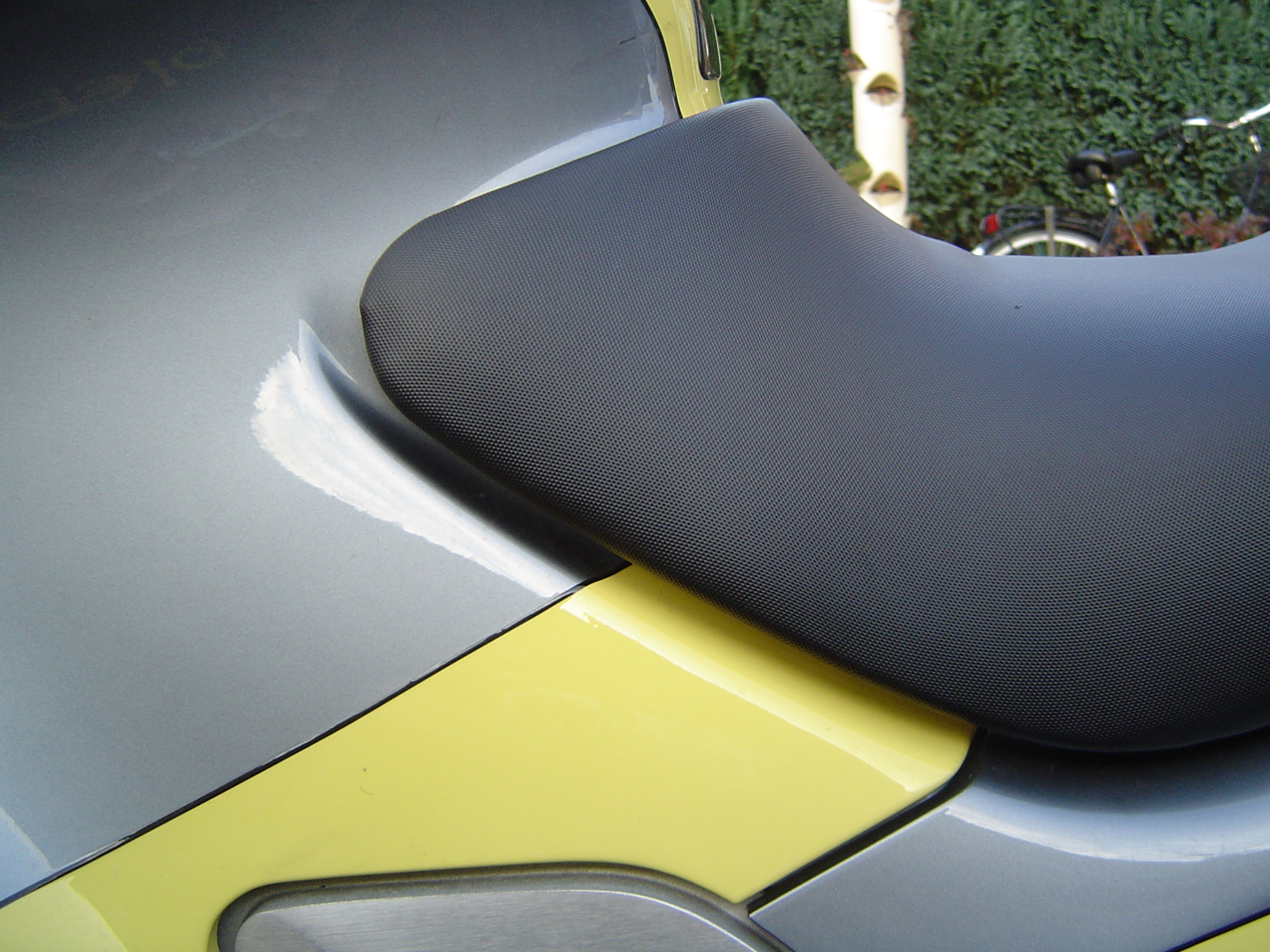
Verstelbare buddyseat
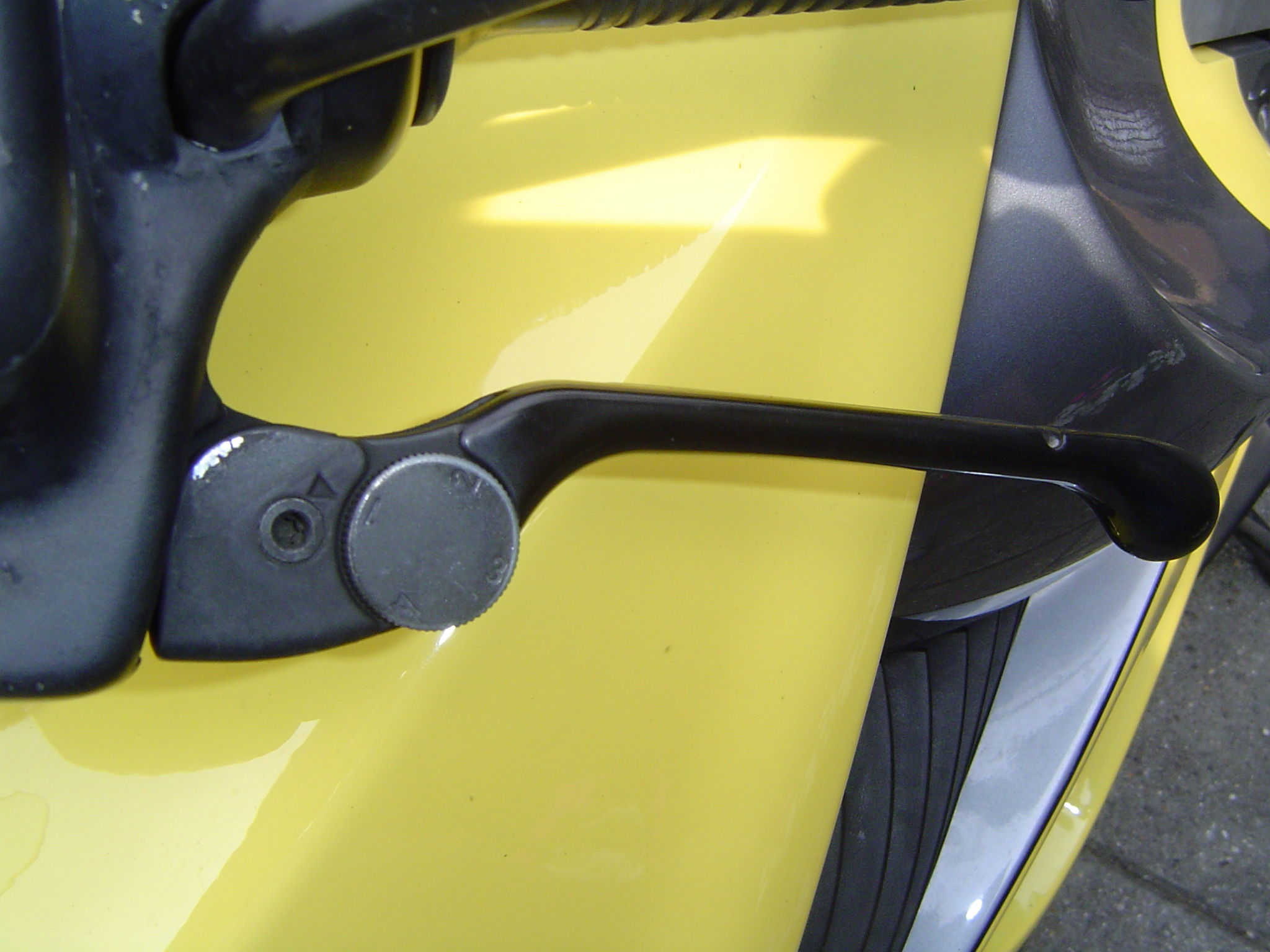
Verstelbare koppelings- en remhendels
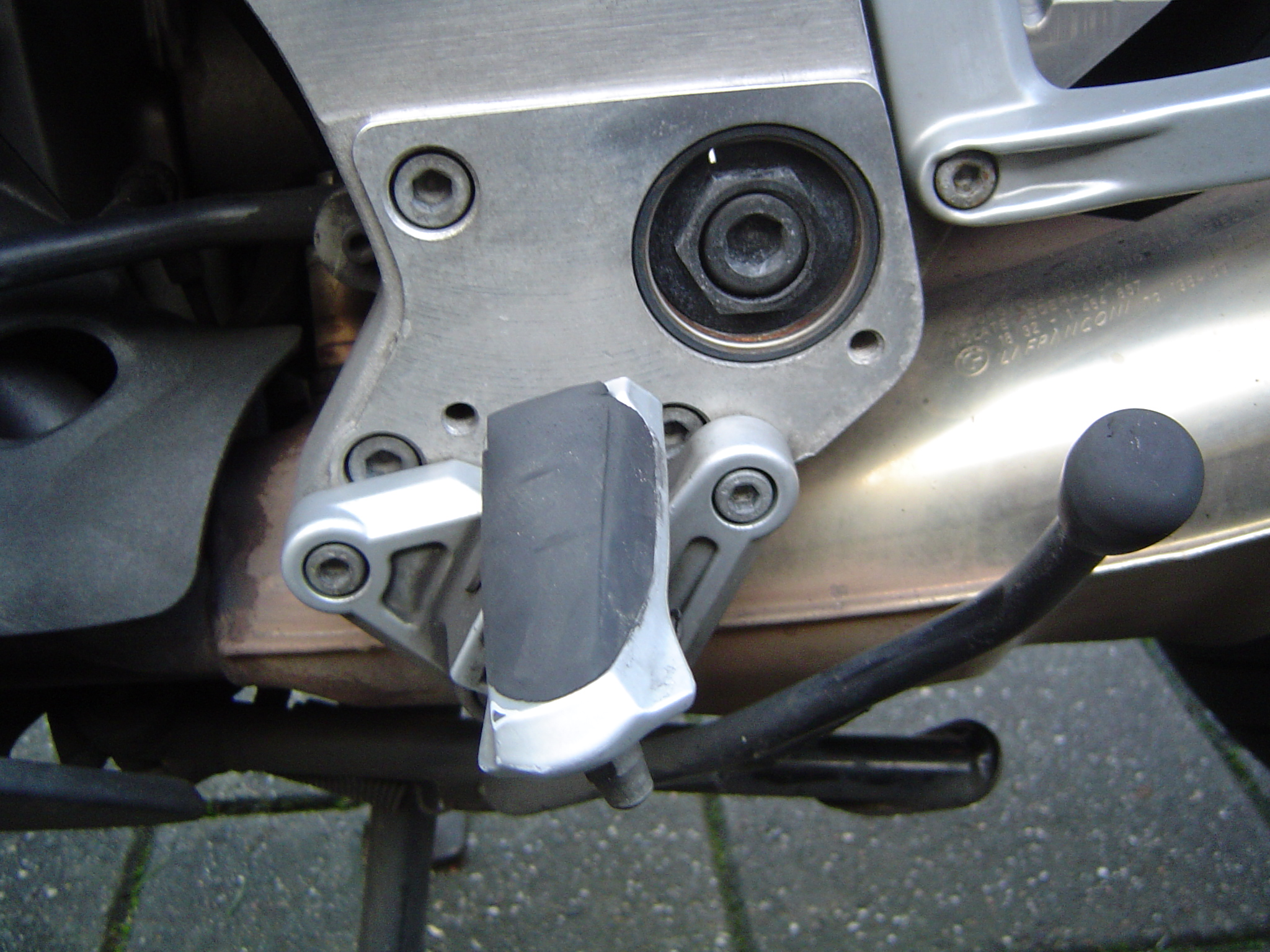
Verstelbare voetsteunen
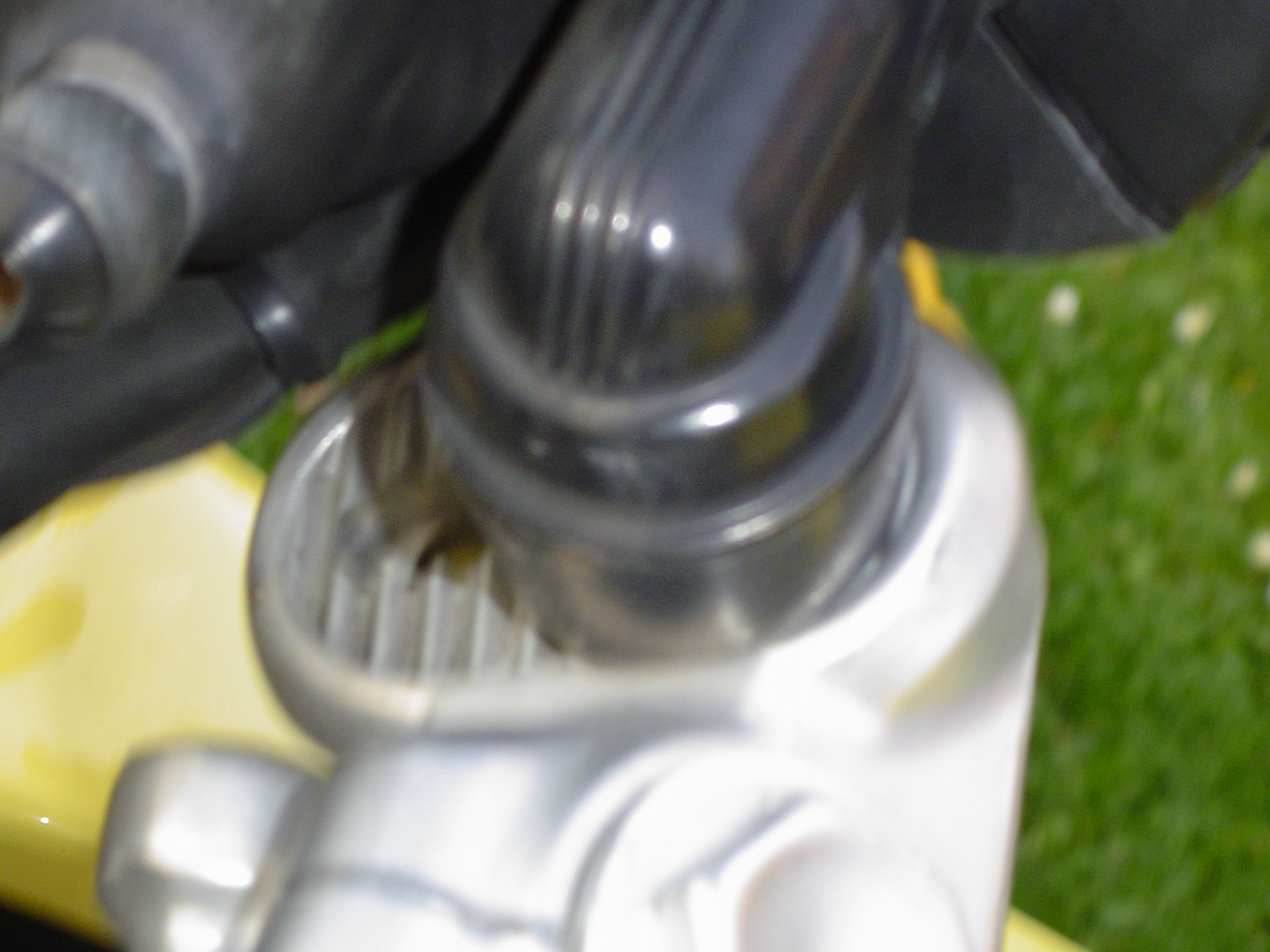
Verstelbare handgrepen